# Pyrgocythara densestriata
Pyrgocythara densestriata är en snäckart som först beskrevs av C. B. Adams 1850.  Pyrgocythara densestriata ingår i släktet Pyrgocythara och familjen kägelsnäckor. Inga underarter finns listade i Catalogue of Life.